# Metacrilato de isopropila
Metacrilato de isopropila, 2-metacrilato de isopropila, 2-metil-2-propenoato de isopropila, 2-metilprop-2-enoato de propan-2-ila ou 2-metil-2-propenoato de 1-metiletila é o composto orgânico, o éster isopropil do ácido metacrílico ou ácido 2-metacrílico ou ácido 2-metilpropenóico, ou éster 2-metil-, 1-metiletil  do ácido 2-propenóico, de fórmula C7H12O2 e massa molecular 128,17. É classificado com o número CAS 4655-34-9, CBNumber CB4274944 e MOL File 4655-34-9.mol. Apresenta ponto de ebulição de 125-126°C, densidade 0,885 g/cm3 e ponto de fulgor 25 °C.